# Mariella Sala
Mariella Teresa Sala Eguren (Lima, 1952) es escritora, periodista, filósofa y activista peruana. Pertenece a la Generación de 1980. Publicó su obra Desde el exilio, en 1984, y tiene una versión extendida en 1988, titulada Desde el exilio y otros cuentos. Asimismo, sus relatos han sido traducidos al inglés, francés y alemán, y publicados en diversas revistas y antologías de Literatura latinoamericana.

## Biografía
Mariella Sala nació en Lima en 1952. Estudió Periodismo, obteniendo el grado de colegiatura por el Colegio de Periodistas del Perú en 2016. Asimismo, estudió Filosofía en la Universidad Antonio Ruiz de Montoya, y realizó estudios de licenciatura y maestría en Filosofía Política por la Pontificia Universidad Católica del Perú en 2007.

## Trayectoria profesional
Mariella Sala comenzó su carrera como reportera especializada en temas de mujeres. Desde mediados de los años ochenta, fundó Revista Viva (publicación feminista) y el Fondo Editorial del Centro de la Mujer Peruana Flora Tristán.
Con un compromiso social y cultural, inició el Concurso Literario Magda Portal para incentivar la participación de escritoras peruanas. Esta propuesta se extendió al ámbito latinoamericano. Una de las mujeres a la que tuvo gran admiración fue Magda Portal. La vida política de Magda y la crítica de la sociedad la inspiró a escribir. Asimismo, tuvo la oportunidad de invitar a Magda al Centro de la Mujer Flora Tristán, la cual una de sus bibliotecas lleva su nombre.
Mariella Sala, siendo directora del fondo literal del Centro de la Mujer Flora Tristán, publicó su libro Desde el exilio en 1984. La obra de Mariella es una de las primeras publicaciones, junto a Carmen Ollé, que ha trascendido en la nueva narrativa de mujeres en la época de los ochenta. El libro es un hito en la literatura escrita por mujeres al ser enfocado, desde una visión feminista, las contradicciones y los desgarramientos de la condición femenina.
En 1986, Guillermo Niño de Guzmán editó En el camino, una antología de jóvenes narradores peruanos, donde Mariella Sala fue la única mujer elegida. Esta publicación tuvo una segunda edición ampliada en 1988.
Mariella Sala fundó la organización Women’s World con sede en Nueva York y como parte de esta, RELAT, Red de Escritoras Latinoamericanas. Ha sido directora de la ONG TAFOS (Talleres de Fotografía Social) y de Noticias Aliadas/Latinamerica Press, y presidenta del directorio de Women’s World, (Women’s Organization for Rights, Literature and Development). Con respecto a la trayectoria literaria, Sala no avanzó por su dirección en Flora Tristán y su trabajo en África como consultora. Sin embargo, estudió Filosofía, y continuó sus investigaciones sobre la situación de la mujer durante ese periodo.
En el 2018, la obra de Sala fue ganadora del Concurso de Estímulos Económicos para la Cultura 2018, otorgado por el Ministerio de Cultura. Este proyecto motivó a la escritora a retomar la literatura. Actualmente, Sala se desempeña como redactora y consultora independiente en edición y corrección de estilo de materiales educativos para el Ministerio de Educación del Perú y el Programa de Desarrollo Educativo de Guinea Ecuatorial (África Central).

## Publicaciones
- Desde el exilio. Lima, Ediciones Muñeca Rota, 1984. 
  - Segunda edición: Lima, Ediciones Muñeca Rota, 1988.
  - Tercera edición: Lima, Cocodrilo Editores, 2019.
- Revista VIVA, números 1-15, 1984-89.
- Cuentistas Peruanos de hoy. Lima: Instituto Goethe, 1985.
- Cuentan las mujeres. Lima: Instituto Goethe, 1986.
- El camino. Lima: Instituto Nacional de Cultura, 1987.
- "El muro y la intemperie." El Nuevo Cuento Latinoamericano. Editado por Julio Ortega. Hanover: Ediciones del Norte, 1989.
- Scents of Wood and Silence: Short Stories by Latin American Women Writers. Edited by Kathleen Ross and Yvette E. Miller. Pittsburgh: Latin American Literary Review Press, 1991.
- Mujeres de palabra. San Juan: Universidad de Puerto Rico, 1993.
- A flor de piel. Cuentos y ensayos sobre erotismo en el Perú. Buenos Aires: Peisa, 1993.
- "Noche Limeña". Eine Blume Auf Dem Platz. Berlin: Edition diá, 1994.
- "Lo femenino en las novelas de las mujeres". En Otras Pieles. Resumen del seminario cultura, etnia y género en la Universidad Católica. Puerto Rico: Fondo Editorial de la Universidad, 1995.
- "El lenguado". 17 Narradoras Latinoamericanas. Bogotá, CERALC/UNESCO, 1996.